# 笑うアシカ

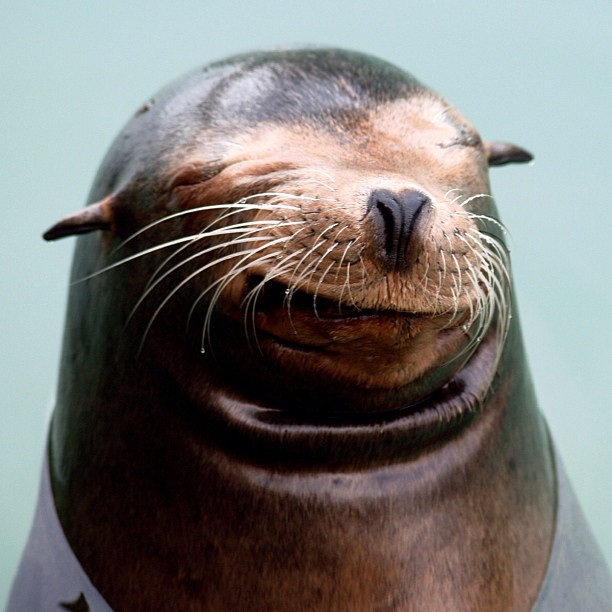
笑った顔をするアシカ

笑うアシカ（わらうアシカ、英語：Smiling Sea Lion）とは、水族館などで飼育されるアシカがアシカショーなどで人間同様に笑った顔をする演技のことである。同様のものに、水族館などのアザラシが行う「笑うアザラシ」という演技もある。

## 笑うアシカ
千葉県の鴨川シーワールドのテレビコマーシャルでカリフォルニアアシカの「マンディー」が笑い顔を披露し、笑うアシカとして知られるようになった。ほかに、カンジ（オス）などが鴨川シーワールドでの正月の「初笑い」などのイベントにもみることができる。成人式などで笑うアシカと記念撮影を行うこともある。
関西初の笑うアシカとなったのは、城崎マリンワールド（きのさき-、兵庫県）の「トイ」（オス）である。2012年夏に笑顔を作ることがみつけられ、一年ほど訓練して、2013年7月にデビューした。マリンワールドには水中でのショー「スイムチューブ」をみられる tube という設備があり、そこでトイは水中でも笑い顔を披露する。
トイは1歳半の時、鴨川シーワールドからきて、飼育員と添い寝してすごすなどなつき、表情がほしいと願った飼育員が顔やひげをなでているうちに、笑い顔を作るようになったという。
北海道登別市の水族館・登別マリンパークニクスの「ポリー」（Poly）も笑う。ポリーは、ハッスル（Hustle）と水中キスをするアシカともしられる。
東京都のエプソン品川アクアスタジアムのカリフォルニアアシカ「プッチ」も笑い顔を披露する。

### 泣くアシカ
「泣くアシカ」の演技もある。両手（前脚）に顔をうずめる演技である。さらに声まで出して泣く演技をする場合もある。

## アザラシの笑わせ方
日本で「笑うアザラシ」の第一号となったのは、愛知県の南知多ビーチランドの「サン」である。
南知多ビーチランドによれば、「笑うアザラシ」の訓練法は、アザラシは犬と同様にヒゲが敏感なので、触ろうとすると、ヒゲを動かして避ける。その際に、アザラシの口角が上がり、人が笑ったような顔となる原理を用いている。
トレーニングは下記のような手順を踏む。
- 第一段階としては、トレーナーが手でひげに触り、アザラシがヒゲを後方へ動かす（避ける）行動を褒める訓練をする[11]。
- 第二段階は、トレーナーがヒゲに直接触らなくても、人が触ろうとしただけで、この避ける行動をより長く持続できるように訓練する[11]。
- 第三段階は、アザラシの行動が完成すれば、今度は人からのハンドサインを覚えさせて、演技者からサインが出た時だけ行動（演技）をするように訓練する[11]。

※誉める際にはおやつを与える。
※また、この方法は犬にも応用できると、南知多ビーチランドは紹介する。
※アシカのトイは、係員が自分のほおをつまむサインを出すと、水中で笑い顔を披露するようになっている。

## 関連書籍
- 高砂淳二、2000、『アシカが笑うわけ』、小学館 ISBN 978-4096813416 - 写真家によるフォトエッセイ。